# HMS Cromarty (J09)
«Кромарті» (англ. HMS Cromarty (J09) — військовий корабель, тральщик типу «Бангор» Королівського військово-морського флоту Великої Британії часів Другої світової війни.
Тральщик «Кромарті» закладений 12 червня 1940 року на верфі Blyth Shipbuilding Company у Блайті. 24 лютого 1941 року він був спущений на воду, а 13 грудня 1941 року увійшов до складу Королівських ВМС Великої Британії.
Корабель брав участь у бойових діях на морі в Другій світовій війні, бився на Середземному морі та в Індійському океані, супроводжував мальтійські конвої.
23 жовтня 1943 року «Кромарті» підірвався на міні та затонув у протоці Боніфачо.

## Історія служби
У травні 1942 року тральщик «Кромарті» був залучений до проведення операції «Айронклад», що здійснювалася з метою окупації контрольованої урядом Віші французької колонії Мадагаскар та недопущення розгортання на ньому військово-морських баз Імперського Японського ВМФ. До операції залучалися кораблі З'єднання Н: авіаносці «Іластріас» та «Індомітебл», лінкор «Раміліз», крейсери «Герміона» та «Девоншир», 11 есмінців, 8 корветів, 15 транспортних та десантних кораблів, а також низку менших кораблів.
12 липня 1943 року британські тральщики «Сігам», «Бостон», «Пул» та «Кромарті» захопили у Сиракузі італійський підводний човен «Бронцо», який згодом став до строю британського підводного флоту, як HMS P714, а з 29 січня 1944 року переданий до флоту Вільної Франції, де отримав назву «Нарвал».